# Acanthostepheia incarinata
Acanthostepheia incarinata is een vlokreeftensoort uit de familie van de Oedicerotidae. De wetenschappelijke naam van de soort is voor het eerst geldig gepubliceerd in 1929 door Gurjanova.